# IC 1906
IC 1906 ist eine Balken-Spiralgalaxie mit ausgedehnten Sternentstehungsgebieten vom Hubble-Typ SBbc im Sternbild Fornax am Südsternhimmel. Sie ist schätzungsweise 216 Millionen Lichtjahre von der Milchstraße entfernt und hat einen Durchmesser von etwa 80.000 Lj.

Im selben Himmelsareal befindet sich u. a. die Galaxie IC 1909.
Das Objekt wurde im Jahr 1899 von DeLisle Stewart entdeckt.